# Henri Lacordaire
Henri Lacordaire, plným jménem Jean-Baptiste Henri-Dominique Lacordaire, (12. května 1802, Recey-sur-Ource – 21. listopadu 1861, Sorèze) byl francouzský dominikánský kněz, kazatel, novinář, spisovatel a veřejný intelektuál. Obnovil francouzský dominikánský řád zrušený během revoluce a je považován za jednoho z průkopníků moderního katolicismu kvůli snaze přizpůsobit církev soudobým politickým poměrům, zbavit ji vazby na monarchii a přijmout demokratické, liberální a republikánské hodnoty.
Jeho bratrem byl zoolog Jean Théodore Lacordaire.